# Onze-Lieve-Vrouwekerk (Everbeek)

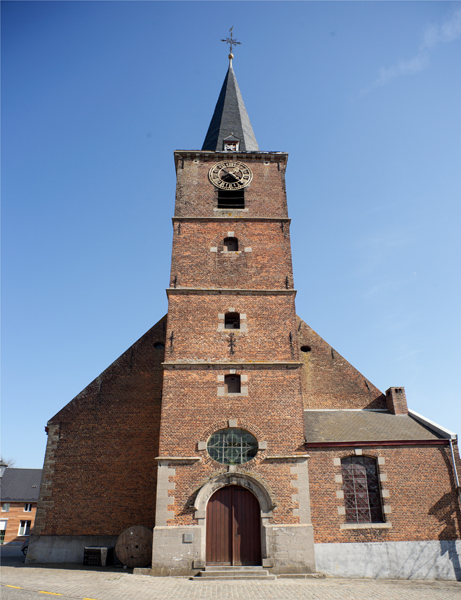
Onze-Lieve-Vrouwekerk

De Onze-Lieve-Vrouwekerk (ook: Sint-Mariakerk) is de parochiekerk van de tot de Oost-Vlaamse gemeente Brakel behorende plaats Everbeek-Beneden, gelegen aan de Everbeekplaats.

## Geschiedenis
Een archeologisch onderzoek in 1996 bracht een vijftal bouwfasen aan het licht: de oudste resten betroffen een romaanse zaalkerk, gebouwd in Doornikse steen en veldsteen. Mogelijk in de 15e eeuw werden zijbeuken toegevoegd, uitgevoerd in natuursteen en baksteen. Toen werd ook de oorspronkelijk vlakke koorafsluiting vervangen door een apsis. In 1719 werd een westtoren gebouwd die misschien elementen van een oudere toren omvatte. Omstreeks 1742 werd de kerk ingrijpend verbouwd en uitgebreid. Kleinere ingrepen vonden plaats in de 19e en 20e eeuw.

## Gebouw
Het betreft een driebeukig kerkgebouw in classicistische stijl en voorzien van steekboogvensters. Het koor is driezijdig afgesloten. De bakstenen toren van 1719 is voorgebouwd en deze heeft vier geledingen. De middenbeuk wordt overkluisd door een tongewelf.

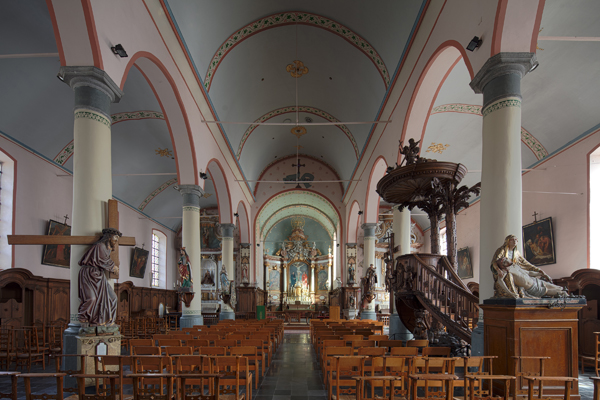
Interieur
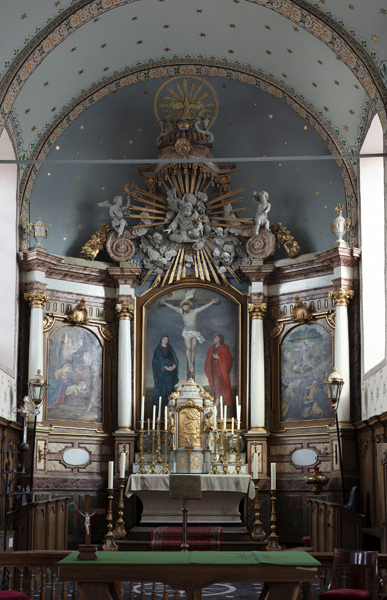
Hoofdaltaar
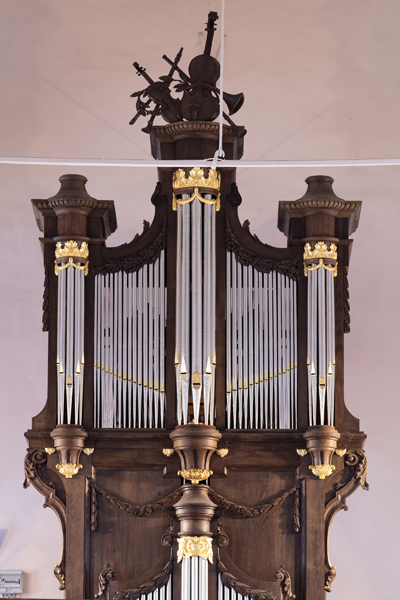
Van Peteghem-orgel
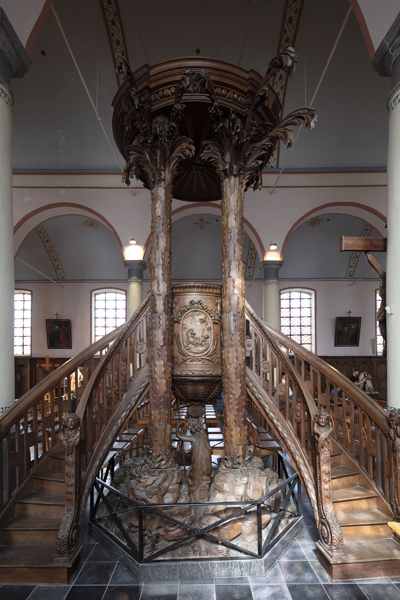
Preekstoel (1808)

## Interieur
Het hoofdaltaar heeft een drieluik dat omvat: aanbidding der herders, calvarie en tenhemelopneming van Maria. De kerk bezit een aantal beelden waaronder een houten beeld van een kruisdragende Christus van omstreeks 1500. Een houten Sint-Anna-te-Driën is 16e-eeuws, evenals een geschilderd houten Christusbeeld. Een beeldengroep van de graflegging van Christus, vermoedelijk uit de eerste helft van de 18e eeuw, is afkomstig van de voormalige Heilig Grafkapel.
Een aantal 18e-eeuwse kerkmeubelen omvatten de lambrisering met een zestal ingewerkte biechtstoelen, het hoofdaltaar en de zijaltaren. De preekstoel is van 1808. Het orgel werd gebouwd in 1783 door Pieter en Lambert-Benoît van Peteghem.

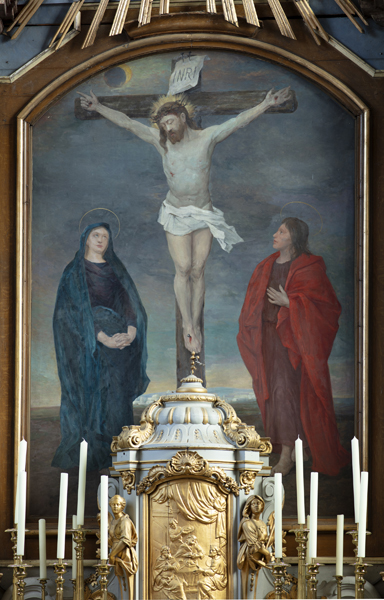
Calvarie (deel van drieluik)
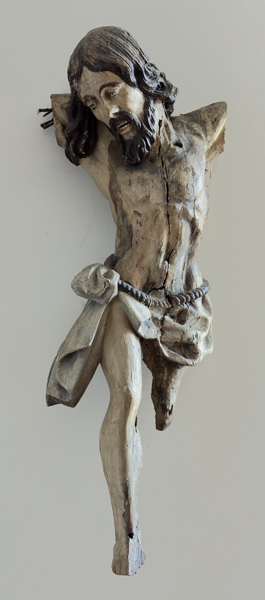
Christus (16e-eeuws)
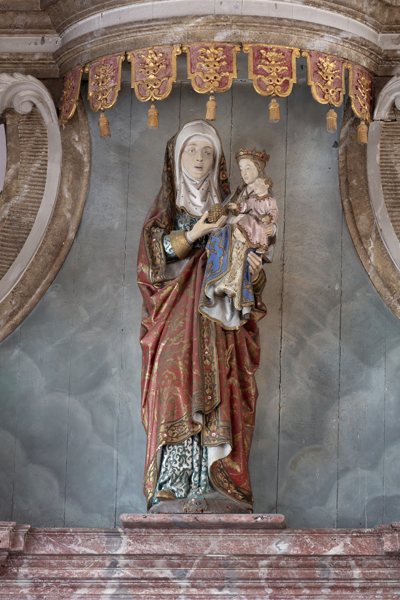
Sint-Anna-te-Driën
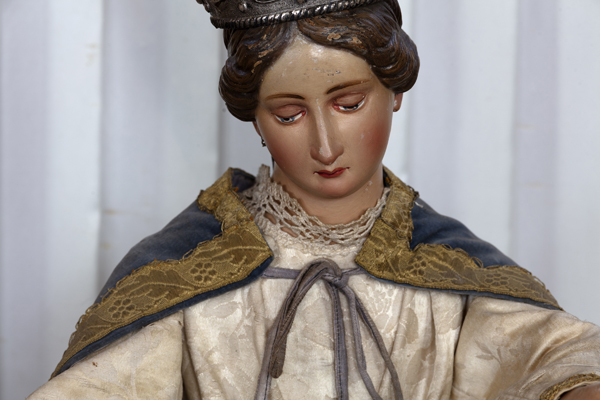
Maria